# Yeardley Smith

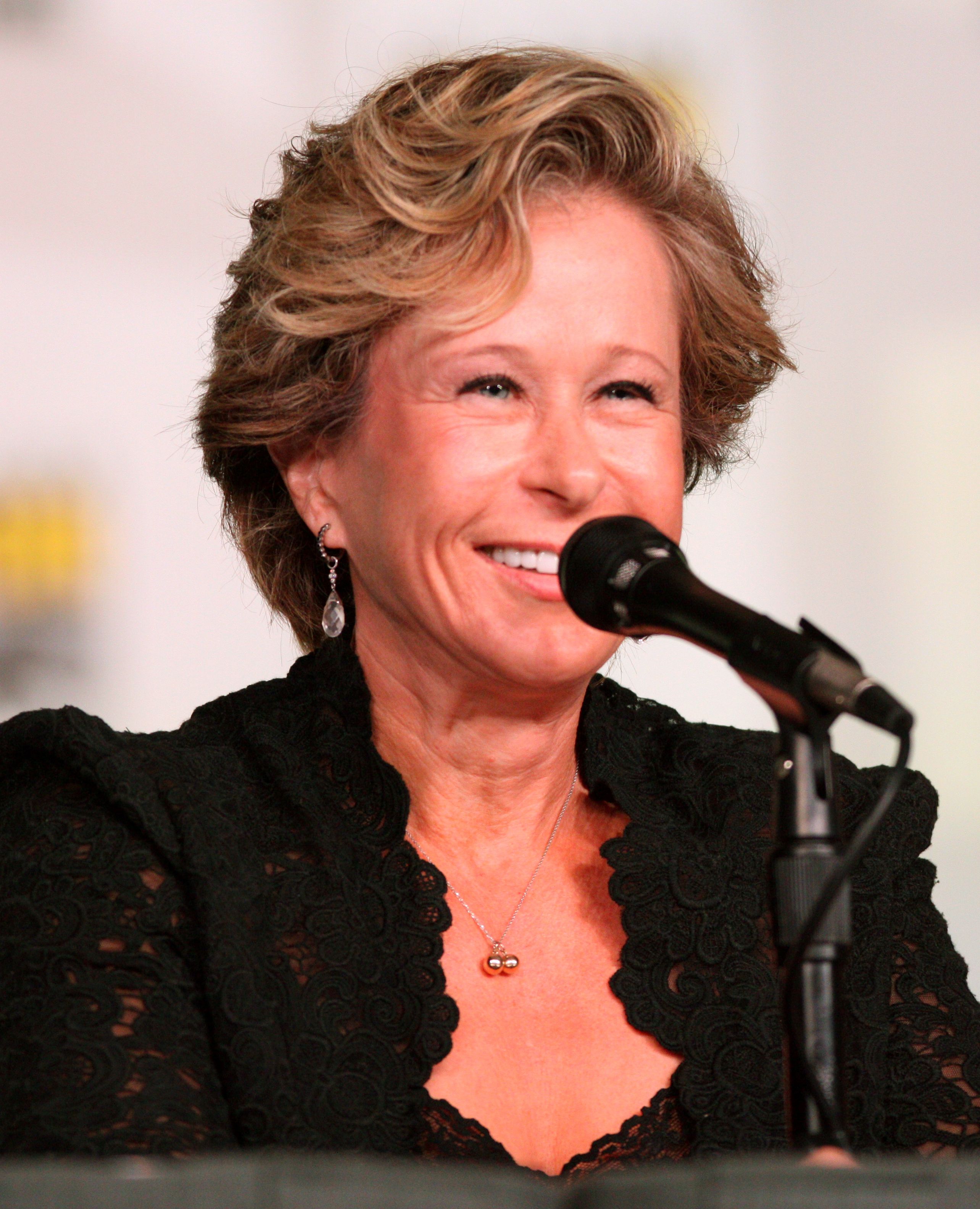
Yeardley Smith bei einer Comic-Convention 2012

Martha Maria Yeardley Smith (* 3. Juli 1964 in Paris, Frankreich) ist eine US-amerikanische Schauspielerin und Synchronsprecherin. Sie ist bekannt als englische Synchronstimme von Lisa Simpson in den Simpsons, die sie seit 1989 übernimmt. 1992 erhielt Smith hierfür einen Emmy. Ihr Schaffen für Film und Fernsehen umfasst mehr als 90 Produktionen.

## Leben
Yeardley Smith ist die Tochter von J. Y. Smith, einem Journalisten der Washington Post. Von 1990 bis 1992 war sie mit Christopher Grove verheiratet.
2018 wurde sie in die Academy of Motion Picture Arts and Sciences berufen, die jährlich die Oscars vergibt.

## Filmografie (Auswahl)
- 1984: Junge Schicksale (ABC Afterschool Specials, Fernsehserie)
- 1984–1989: Unter Brüdern (Brothers, Fernsehserie)
- 1985: Zeit der Vergeltung (The Legend of Billie Jean)
- 1985: Die Himmelsstürmer (Heaven Help Us)
- 1985: The Recovery Room (Fernsehfilm)
- 1986: Tales from the Darkside (Fernsehserie)
- 1986: Rhea M – Es begann ohne Warnung (Maximum Overdrive)
- 1986: Mama’s Family (Fernsehserie)
- 1987: Square on TV (Fernsehserie)
- 1987: Mathnet (Fernsehserie)
- 1987: Faustrecht – Terror in der Highschool (Three O’Clock High)
- 1989: Die große Herausforderung (Listen to Me)
- 1989: Zwei Frauen
- 1989: Ginger Ale Afternoon
- 1989: Murphy Brown (Fernsehserie)
- 1990: Sydney (Fernsehserie)
- 1991: City Slickers – Die Großstadt-Helden (City Slickers)
- 1991–1994: Vier mal Herman (Herman’s Head, Fernsehserie)
- 1992: Likely Suspects (Fernsehserie)
- 1994: Harrys Nest (Empty Nest, Fernsehserie)
- 1997: Just Write – Alles aus Liebe (Just Write)
- 1997: Die Zahnfee (Toothless, Fernsehfilm)
- 1997: Smart Guy (Fernsehserie)
- 1997: Teen Angel (Fernsehserie)
- 1997: Besser geht’s nicht (As Good as It Gets)
- 1997–2002: Dharma & Greg (Fernsehserie)
- 1998: Small Soldiers
- 1998: Sports Night (Fernsehserie)
- 1999: Nash Bridges (Fernsehserie)
- 2001: Last Dance (Fernsehfilm)
- 2003: Becker (Fernsehserie)
- 2004: Back by Midnight
- 2004: Dead Like Me – So gut wie tot (Dead Like Me, Fernsehserie)
- 2005: Phil aus der Zukunft (Phil of the Future, Fernsehserie)
- 2005: Strong Medicine: Zwei Ärztinnen wie Feuer und Eis (Strong Medicine, Fernsehserie)
- 2008: Miracle of Phil (Kurzfilm)
- 2009: Mad Men (Fernsehserie)
- 2009: The Wishing Well (Fernsehfilm)
- 2010: High School
- 2010: The Big Bang Theory (Fernsehserie)
- 2010: Spork
- 2011: The Chaperone – Der etwas andere Aufpasser (The Chaperone)
- 2011: Happy New Year (New Year’s Eve)
- 2020: Gossamer Folds